# Ottar Myrseth
Ottar Mikael Myrseth (ur. 1951) – norweski duchowny, biskup Skandynawii Nordyckiego Kościoła Katolickiego.
Ottar Myrseth jest starszym bratem Jana Myrsetha - luterańskiego biskupa Tunsbergu. W latach 1978–2001 był duchownym Kościoła Norwegii. Jako pastor luterański pracował w Oslo i Spjelkaviku. Reprezentował poglądy konserwatywne. Był wieloletnim kapelanem biskupa diecezji Møre oraz wiodącym członkiem ruchu wewnątrzkościelnej opozycji wobec zmian obyczajowych w Kościele Norwegii. Jako przewodniczący stał na czele grupy konserwatywnych norweskich teologów o nazwie Samråd på Kirkens Grunn.
W 2001 roku przeszedł na starokatolicyzm, wstąpił do Nordyckiego Kościoła Katolickiego i został wyświęcony na prezbitera przez biskupa diecezji Buffalo-Pittsburgh PNKK, Tadeusza Pepłowskiego. Jako duchowny NKK sprawuje opiekę nad misją św. Olafa w Ålesund. Od 2013 roku pełnił funkcje wikariusza generalnego NKK dla Skandynawii i dziekana Selja.
25 października 2019 roku VIII Synod Nordyckiego Kościoła Katolickiego nominował Ottara Myrsetha biskupem-elektem NKK. 12 maja 2020 roku z uwagi na przesunięcie terminu konsekracji biskupiej o kilka miesięcy został za zgodą biskupów Unii Scrantońskiej podniesiony do godności archiprezbitera i otrzymał prawo noszenia infuły oraz pastorału. Jego instalacji na mitrata dokonał w Oslo, Roald Flemestad.
11 października 2021 roku został konsekrowany w kościele katedralnym św. Jana Chrzciciela w Oslo przez Roalda Flemestada na biskupa diecezji Skandynawii (Norwegia, Szwecja). W 2022 roku został sygnatariuszem Unii Scrantońskiej.